# Parargidia octophora
Parargidia octophora là một loài bướm đêm trong họ Noctuidae.